# Miklós Jancsó
Miklós Jancsó (27. září 1921, Vác, Maďarsko – 31. ledna 2014) byl maďarský filmový režisér.
Bývá řazen mezi nejoriginálnější světové filmové tvůrce, především pro svůj specifický filmový jazyk založený na eliminaci lineárního příběhu, práci s komparzem a maximálně dlouhých, kruhových záběrech kamery, využívající kontrast mezi vnitřní dynamičností obrazu a jízdy kamery.[zdroj?] Jancsóův režijní styl vykrystalizoval na přelomu 60. a 70. let především ve filmech Beznadějní (Szegénylegények, 1965), Ticho a křik (Csend és kiáltás, 1967) a Rudý žalm (Lid dosud mlčí, Psaume rouge, Még kér a nép, 1971).

## Život
Jancsó pochází z maďarsko / rumunského manželství, v roce 1944 vystudoval práva, v roce 1949 se oženil s Katalin Wowesznyi, s níž měl dvě děti. V roce 1950 dokončil studia režie na Budapešťské filmové akademii. Po rozvodu s první ženou se v roce 1958 znovu oženil s maďarskou filmovou režisérkou Mártou Mészáros. Od roku 1959 začala Jancsóova spolupráce se scenáristou a spisovatelem Gyulou Hernádim, která trvala až do Hernádiho smrti v roce 2005. Na konci 60. let potkal Jancsó italskou novinářku a scenáristku Giovannu Gagliardo, za jejíž spolupráce natočil několik snímků s mezinárodní obsazením v italské produkci. S Gagliardo také žil. V roce 1981 se Jancsó počtvrté oženil s režisérkou Zsuzsou Csákány, s níž měl syna Davida.

## Dílo

### Odvrácená tvář
Jancsó začínal jako režisér dokumentárních filmů. Průlom pro něj znamenal druhý jeho celovečerní film Odvrácená tvář (Oldás és kötés, Cantata, 1963) v němž se silně nechal ovlivnit poetikou tzv. Tetralogie citů italského režiséra Michelangela Antonioniho. Odvrácená tvář tematizuje odcizení jedince jak ve vztahu ke svému povolání (lékař), tak ve vztahu k jeho kořenům a citovým vazbám. Ve filmu se objevuje pozdější typický motiv filmu ve filmu, kterým Jancsó vyjadřoval svůj odstup od prožívané reality. Film rovněž obsahuje scény s hudbou maďarského skladatele Bély Bartóka, podle jehož děl je nazvána pozdější Jancsóova nedokončená filmová trilogie Vitam et sanguinem.

### Protiválečné snímky
Jancsóův další celovečerní film ...a sedmnáct jim bylo let (My way home, Így jöttem, 1965) je prvním z režisérových protiválečných děl, mezi něž spadají následující jeho filmy Beznadějní (Szegénylegények, 1966), Ticho a křik (Csend és kiáltás, 1967), Hvězdy na čepicích (Csillagosok, katonák, 1967), Beránek boží (Égi bárány, 1970) a s výhradami i další snímky. V předešlých jmenovaných krystalizují hlavní znaky Jancsóovy poetiky, ustaluje se okruh herců s nimiž spolupracuje a stále znovu se objevují i motivy, které postupně vytěsní psychologické motivace postav až k jejich stylizaci do "typů", případně jejich sled nahrazuje děj. Tyto motivy jsou nejčastěji spojeny se vztahem kata a odsouzeného, s mocenskou manipulací fakty i osobami, nejtypičtější z nich je pak exekuce (vražda) propuštěných vězňů ze zálohy. Všechny jmenované filmy se odehrávají v rovinaté krajině maďarské puszty, která je postupně abstrahována do "krajiny nikoho", případně jakési prakrajiny. Jmenované snímky jsou historicky ukotveny buď do doby po porážce revoluce roku 1848 (Beznadějní), do období Horthyovského teroru po roce 1918 (Ticho a křik) anebo do doby 2. světové války (...a sedmnáct jim bylo let). Film Beznadějní byl nominován na Zlatou Palmu v Cannes.

### "Antické" filmy
V souvislosti se studentskými hnutími v roce 1968 vznikla další skupina Jancsóových děl, reflektující frustraci z revoluce i kontrarevoluce coby dějinných hnutí, která provází dezintegrace a extrémismus. V souvislosti s těmito díly se dá hovořit o nejzazším stupni Jáncsóovy filmové stylizace, leckdy překračující rámec dějového filmu. Jancsó začíná volit antická témata (La tecnica e il rito (1971), Roma rivuole Cesare (1974), Elektro má lásko (Szerelmem, Elektra, 1974), do filmů se dostávají postmodernisticky interpolované motivy (helikoptéra v Szerelmem, Elektra a jiné), scénář bývá nahrazen texty lidových písní (Lid dosud mlčí, Psaume rouge, Még kér a nép, 1971), případně revolučními texty (Marx, Engels). Filmem často provází hudebník - vypravěč, také práce s často obrovitým komparzem nabývá na stylizaci, často se jedná až o jakési tance mas v krajině, jmenovaná díla jsou pak nezřídka jakýmsi bizarním muzikálem. Film Lid dosud mlčí získal v Cannes Zlatou Palmu za režii.

### 70. léta
V polovině sedmdesátých let se hovoří o vyčerpání nosnosti a opakování se jancsóových motivů, spolupráce s italskou produkcí navíc vnášela do jeho filmů více a více komerčních aspektů (nahota, plytká dějová kostra). Pozoruhodné nicméně zůstávají z tohoto období přinejmenším filmy Soukromé neřesti, veřejné ctnosti (Vizi privati, pubbliche virtů, 1976), traktující aféru Mayerling jako politickou pomstu za velkou sexuální blasfémii, a nedokončená trilogie Vitam et sanguinem (1979), v jejíchž částech Magyar rapszódia a Allegro barbaro se naplno projevila Jancsóova režisérská virtuozita.

### 80. léta
V osmdesátých letech ztrácí Jancsó podporu velkých evropských producentů a obrací se k menším, často ateliérovým produkcím, z nichž bývá nejvýše oceňován alegorický snímek Tyranovo srdce, anebo Boccaccio v Uhrách (Zsarnok szíve, avagy Boccaccio Magyarországon, 1981). Film obsahuje stejné motivy, liší se však oproti předchozím výraznou typizací postav a zmíněným užitím filmového ateliéru. Koncem osmdesátých let nalézá Jancsó další ze svých typických motivů - přechod ze záběru do záběru beze střihů pomocí prolnutí skrz všudypřítomnou televizní obrazovku. Předešlé naznačuje i návrat dějů jeho filmů do městského prostředí a do současnosti. Některá jeho díla z této doby (Horoskop Ježíše Krista, Jézus Krisztus horoszkópja, 1988) nesou pro svou enigmatičnost spřízněnost s tvorbou amerického režiséra Davida Lynche.

### Přelom tisíciletí
Koncem devadesátých let se Jancsó vrací do povědomí maďarské veřejnosti sérií nečekaně satirických, nízkorozpočtových improvizovaných snímků s titulními postavami dvou budapešťských hrobníků Kapy a Pepeho. Jancsó z těchto snímků za účasti mladých popových hudebníků udělal postupně až jakési satirické pořady nefilmového formátu. Mladická pružnost myšlení, černý humor a všudypřítomná nedůvěra k vládnoucímu establishmentu z Kapy a Pepeho učinila v maďarsku populární postavy u intelektuální mládeže.
V roce 2010 natočil film Oda az igazság (Zemřela spravedlnost) o dvoře Matyáše Korvína, v roce 2012 se podílel na povídkovém snímku 11 režisérů Maďarsko 2011.

### Filmy
- 2010	Oda az igazság
- 2006	Ede megevé ebédem
- 2004	Mohácsi vész, A
- 2002	Kelj fel, komám, ne aludjál
- 2001	Utolsó vacsora az Arabs Szürkénél
- 2000	Anyád! A szúnyogok
- 1999	Lucerna Páně v Budapešti
- 1996	Szeressük egymást, gyerekek!
- 1992	Na krásném modrém Dunaji
- 1991	Bůh kráčí pozpátku
- 1988	Horoskop Ježíše Krista
- 1987	Sezóna příšer
- 1985	Aube, L'
- 1984	Muzsika (TV film)
- 1983	Omega, Omega... (TV film)
- 1982	Faustus doktor boldogságos pokoljárása (TV seriál)
- 1981	Tyranovo srdce anebo Boccaccio v Uhrách
- 1979	Allegro barbaro
- 1979 Maďarská rapsódie
- 1978	Életünket és vérünket
- 1976	Soukromé neřesti, veřejné ctnosti
- 1974	Elektra a její pravda
- 1974 Roma rivuole Cesare
- 1972	Lid dosud prosí
- 1971	Tecnica e il rito, La (TV film)
- 1970	Agnus Dei
- 1970 Füst
- 1970 Pacifista, La
- 1969	Sirokkó
- 1969 Svěží vítr
- 1968	Vörös május
- 1967	Hvězdy na čepicích
- 1967 Ticho a křik
- 1966	Beznadějní
- 1966 Közelröl: a vér
- 1965	A sedmnáct jim bylo let...
- 1963	Hej, te eleven fa...
- 1963 Odvrácená tvář
- 1961	Alkonyok és hajnalok
- 1961 Indiántörténet
- 1960	Eladás müvészete, Az
- 1960 Három csillag
- 1960 Idö kereke, Az
- 1960 Szerkezettervezés
- 1959	Halhatatlanság
- 1959 Izotópok a gyógyászatban
- 1958	Derkovitz Gyula 1894–1934
- 1958 Zvony odletěly do Říma
- 1957	Dél-Kína tájain
- 1957 Kína vendégei voltunk
- 1957 Peking palotái
- 1957 Színfoltok Kínából
- 1957 Város peremén, A
- 1956	Móricz Zsigmond 1879–1942
- 1955	Angyalföldi fiatalok
- 1955 Délután Koppánymonostorban, Egy
- 1955 Emlékezz, ifjúság!
- 1955 Varsói világifjúsági talákozó I-III
- 1954	Éltetö Tisza-víz
- 1954 Emberek! Ne engedjétek!
- 1954 Galga mentén
- 1954 Kiállítás képei, Egy
- 1953	Arat az orosházi 'Dózsa'
- 1953 Közös után
- 1952	8. szabad május 1, A
- 1951	Szovjet mezögazdasági küldöttek tanításai, A
- 1950	Kezünkbe vettük a béke ügyét